# La Légende de Blanche-Neige
Pour les articles homonymes, voir Blanche-Neige (homonymie).
La Légende de Blanche-Neige (白雪姫の伝説, Shirayuki Hime no Densetsu, littéralement La Légende de la princesse Blanche-Neige) est une série d'animation japonaise de 52 épisodes produite par la société italienne Mondo TV en 1992. L'histoire, écrite par Jinzō Toriumi, reprend celle du personnage de Blanche-Neige des frères Grimm.
En France, la série a été diffusée pour la première fois le 4 novembre 1994 sur France 3. L'anime est aussi diffusé depuis le 13 novembre 2014 sur YouTube sur la chaine Cartoon Channel.

## Épisodes
1. Une princesse est née (雪のような少女, Yuki no yō na shōjo?)
2. La Fidèle Nourrice (果てしない欲望, Hateshinai yokubō?)
3. Le Prince Richard (陽だまりの出会い, Yō damari no deai?)
4. Le Temps des adieux (雪に誓った約束, Yuki ni chikatta yakusoku?)
5. Le Cœur d'une princesse (霧のむこうの明日へ, Kiri no mukō no ashita e?)
6. Les Sept Nains (７人のドワーフ, Shichinin no dowāfu?)
7. Une nouvelle famille (新しい家族, Atarashii kazoku?)
8. Les Fleurs magiques (ふしぎの花のささやき, Fushigi no hana no sasayaki?)
9. Une rencontre sous les étoiles (星降る森の再会, Hoshi furu mori no saikai?)
10. La Lettre de Richard (リチャードの手紙を, Richādo no tegami o?)
11. L'Aventure au château (お城の中を大冒険, O-shiro no naka o dai bōken?)
12. Une épreuve difficile (友情がくれた笑顔, Yūjō ga kureta egao?)
13. Un diable bleu et vert (若草色の悪魔, Wakakusairo no akuma?)
14. Le Vieux Livre (われた白い花, Wareta shiroi hana?)
15. Le Jeu de piste (勇気の霧は虹の色, Yūki no kiri wa niji no shoku?)
16. Les Papillons (蝶よ舞え青い空に, Chō yo mae aoi sora ni?)
17. Le Lapin blanc (月の夜のおまじない, Tsuki no yoru no o-majinai?)
18. Au pays des glaces (迷い込んだ氷の月, Mayoikonda kōri no tsuki?)
19. Une nouvelle amie (借り暮らしの女の子, Karikurashi no onna no ko?)
20. Une princesse au grand cœur (やさしさの果てに, Yasashisa no hate ni?)
21. Le Voyage initiatique (さよならジョリー, Sayonara Jorī?)
22. Un œuf étrange (卵のパパになったら, Tamago no papa ni nattara?)
23. La Montagne légendaire (まぼろしの山へ走れ, Maboroshi no yama e hashire?)
24. La Petite Fée (あなたの妖精だから, Anata no yōsei dakara?)
25. Une voix venue d'ailleurs (時を超えた叫び, Toki o koeta sakebi?)
26. Un amour éternel (いつか愛のために, Itsuka ai no tame ni?)
27. Une bonne surprise (思いがけない再会, Omoigakenai saikai?)
28. Une fillette adorable (天使のようなマリー, Tenshi no yō na Marī?)
29. Un garçon moqueur (森から来た少年, Mori kara kita shōnen?)
30. À la recherche de la fleur de l'espoir (希望の花をめざして, Kibō no hana o mezashite?)
31. Le Cadeau de Marie (マリーからの贈り物, Marī kara no okurimono?)
32. Le Réveil de Blanche-Neige (白鳥よふたたび, Hakuchō yo futatabi?)
33. Le Brouillard maléfique (復活する悪魔の霧, Fukkatsu suru akuma no kiri?)
34. Quand le mauvais génie est à l'œuvre (奪われた妖精の心, Ubawareta yōsei no kokoro?)
35. Le Pendentif de l'amour (光れ愛のペンダント, Hikare ai no pendanto?)
36. Le Miracle (新たなる旅立ち, Arata naru tabidachi?)
37. Le Départ (幸せは二人の手に, Shiawase wa futari no te ni?)
38. Une rencontre inattendue (未来への別れ, Mirai e no wakare?)
39. L'Espoir renaît (よみがえる闇の記憶, Yomigaeru yami no kioku?)
40. L'Appel de la reine (よみがえる闇の記憶, Yomigaeru yami no kioku?)
41. Le Bouquet de fleurs (悲しみにぬれた花, Kanashimi ni nureta hana?)
42. Un monde d'illusions (悪魔が呼ぶ夢の国, Akuma ga yobu yume no kuni?)
43. Les Larmes de jeunes filles (狙われた乙女の涙, Nerawareta otome no namida?)
44. Un prince courageux (めぐりあい信じて, Meguriai shinjite?)
45. Prière à la Lune (月の光に願いを, Tsuki no hikari ni negai o?)
46. Miroir mystère (秘められた鏡の謎, Himerareta kagami no nazo?)
47. Jonas le magicien (化石になった故郷, Kaseki ni natta kokyō?)
48. La Force de la Terre (大地の力をこの手に, Daichi no chikara o kono te ni?)
49. Le Royaume pétrifié (緑の森をかえして, Midori no mori o kaeshite?)
50. La Pomme empoisonnée (運命の毒リンゴ, Unmei no doku ringo?)
51. Le Retour de l'aigle bleu (舞い降りた青い鷹, Maiorita aoi taka?)
52. Le Baiser (いつまでも笑顔を, Itsu made mo egao o?)

## Distribution

### Voix françaises
- Laurence Dourlens : Princesse Blanche-Neige, Reine Isabelle, Mathéo
- Olivier Jankovic : Prince Richard, Poussin, Cooky
- Pascale Jacquemont : Reine Christelle, Mme Bourrue
- Marc Bretonnière : Le miroir magique, l'Ancien, la Science, le Roi Conrad, Jonas
- Thierry Mercier : le narrateur, Jack, Grognon, Costaud, Froussard, Samson, Prince Gobby
- Françoise Blanchard : Maude, Mylarka, Marie, Cathy, Flora, Mylfée, Memol